# 카를로스 그루에소
카를로스 아르만도 그루에소 아르볼레다(스페인어: Carlos Armando Gruezo Arboleda ˈkarlos ˈɣɾweso[*], 1995년 4월 19일, 산토 도밍고 ~ )는 에콰도르의 축구 선수로, 현재 메이저 리그 사커의 새너제이 어스퀘이크스에서 미드필더로 활약하고 있다. 그는 카를로스 아르만도 그루에소 키뇨네스의 아들이다.
그는 FIFA 공식 웹사이트에 "기술적으로 숙련된 홀딩 미드필더이자 공의 정밀한 패서"로 묘사되어 있다.

## 클럽 경력
그는 인데펜디엔테 델 바예에서 데뷔한 후, 에콰도르의 최고 명문 클럽인 바르셀로나 스포르팅으로 이적하였다.
그루에소는 남아프리카 공화국에서 열린 슈투트가르트의 프리시즌 친선경기 트라이얼에 참가했다. 2014년 1월 30일, 그는 슈투트가르트와 4년 계약을 체결했다. 2014년 11월 28일, 그는 4-1로 승리한 프라이부르크전에서 슈투트가르트 이적 후로는 첫 득점을 올렸고, 그는 분데스리가에서 득점한 최초의 에콰도르인이 되었다.

### 클럽 경력
2014년 9월 24일 기준
| 클럽                 | 시즌      | 리그 | 리그 | 컵   | 컵 | 대륙 | 대륙 | 기타 | 기타 | 합계 | 합계 |
| 클럽                 | 시즌      | 출장 | 골   | 출장 | 골 | 출장 | 골   | 출장 | 골   | 출장 | 골   |
| -------------------- | --------- | ---- | ---- | ---- | -- | ---- | ---- | ---- | ---- | ---- | ---- |
| 인데펜디엔테 델 바예 | 2011      | 4    | 0    | 0    | 0  | 0    | 0    | 0    | 0    | 4    | 0    |
| 바르셀로나 스포르팅  | 2012      | 39   | 1    | 0    | 0  | 1    | 0    | 0    | 0    | 40   | 1    |
| 바르셀로나 스포르팅  | 2013      | 38   | 2    | 0    | 0  | 3    | 0    | 0    | 0    | 41   | 2    |
| 슈투트가르트         | 2013–14   | 8    | 0    | 0    | 0  | 0    | 0    | 0    | 0    | 8    | 0    |
| 슈투트가르트         | 2014–15   | 6    | 1    | 0    | 0  | 0    | 0    | 0    | 0    | 6    | 1    |
| 경력 합계            | 경력 합계 | 95   | 4    | 0    | 0  | 4    | 0    | 0    | 0    | 99   | 4    |

## 국가대표팀 경력
그는 에콰도르 대표로 2011년 FIFA U-17 월드컵과 2013년 CONMEBOL U-20 축구 선수권 대회에 참가했었다.
2014년 5월 17일, 그루에소는 네덜란드전에서 크리스티안 노보아와 후반에 교체되어 들어가 에콰도르 국가대표팀 데뷔경기를 치렀다. 6월 6일, 그는 2014년 FIFA 월드컵에 참가할 에콰도르의 최종 엔트리에 이름을 올렸다.

## 수상

### 클럽
바르셀로나 스포르팅
- 에콰도르 세리에 A: 2012